# ヤン・ヨンソン
ヤン・アンデルス・ヨンソン（Jan Anders Jönsson、1960年5月24日 - ）は、スウェーデン出身の元サッカー選手、指導者。

## 経歴

### ハルムスタッズ
1978年、ロイ・ホジソン率いるハルムスタッズBKに入団すると、長年にわたり同クラブでプレーした。1979年にはアルスヴェンスカン優勝を経験したものの、この頃は若手の一人であり出場機会はあまりなかった。1981年、ヤン・マク監督に抜擢され試合出場を増やしたものの、以降はリーグで中位を維持し、1987年にはスーペルエッタンに降格してしまう。
1988年、降格を受けて新監督にスチュワート・バクスターが就任する。この出会いがヨンソンの後のキャリアを運命づけた。1シーズンでアルスヴェンスカン昇格し、以降アルスヴェンスカン残留を続け、1990年シーズンからバクスターの下で2年間アシスタントコーチを兼務する。1991年スーペルエッタン降格、バクスターは退任する。1992年、1シーズンでアルスヴェンスカン昇格し、同年現役引退する。

### 日本へ
1993年、バクスターに誘われる形でJリーグ・サンフレッチェ広島のトップチームコーチに就任した。選手層の薄さを埋めるために同じくコーチであった松田浩・望月一頼と共に選手登録され、その後現役復帰することとなった。バクスター監督はヨンソンを重用したため、フォンデルブルグなどの現役選手の不満を買い、監督と選手間での対立が生じた。結果、ヨンソンは選手として解雇され翌1994年、コーチに専念することになった。同年、チームはサントリーステージで優勝した。
1995年、当時旧JFL・ヴィッセル神戸でもバクスター監督に伴って松田と共にコーチに就任する。同年阪神・淡路大震災が発生し選手層に問題が発生したため再び現役復帰し、1996年末のJリーグ昇格に貢献した。

### 北欧へ
1998年、リュングスキレSKでコーチを務めたあと、2001年スーペルエッタンのランズクルーナBoIS監督に就任する。1年でアルスヴェンスカン昇格し以降3シーズン残留した。
2005年、ノルウェーアデコリーガエンのスターベクIF監督に就任する。1年でエリテセリエンに昇格、3年目の2007年にはエリテセリエン準優勝、4年目の2008年にはチーム史上初の優勝 に導いた。
2011年、ノルウェーの強豪であるローゼンボリBK監督に就任した。しかし2年連続でエリテセリエン3位に終わったことから、2012年末を以て解任される。2013年、オーレスンFK監督に就任した。
2015年、スウェーデンの古巣であるハルムスタッズBK監督に就任した。

### 監督として再び日本へ
2017年7月10日、選手・コーチとして所属していたサンフレッチェ広島の監督に就任した。
2017年12月20日、清水エスパルスの監督に就任した。
2018年11月2日、J1第31節・湘南ベルマーレ戦で後半20分に審判の判定に激怒し、ラインを跨いでピッチの中に入り、湘南のFW小川慶治朗が外に蹴り出したボールをピッチへ蹴り返した行為で退席処分を受けた。11月7日、Jリーグ規律委員会が「主審、副審の判定に対する執拗な抗議」に相当すると判断し、J1第32節・名古屋グランパス戦のベンチ入り停止処分を発表した。
「リーグ戦トップ5、カップ戦ベスト4以内」を目標として2019年シーズンも清水で采配を振るった。しかしリーグ戦では、J1第11節終了時点で2勝2分7敗と自動降格圏内である17位に低迷。また、「守備力の強化」を重点強化方針として掲げたが、第11節終了時点で26失点とリーグ最多を記録。更に、ルヴァンカップでは最終戦を待たずに予選ラウンド敗退が決まった。2018シーズンの功績に感謝を示した一方、2019シーズンの戦績と、改善の兆しが不透明であるとして清水は監督交代を決断し、5月12日に清水より監督退任が発表された。

## 個人成績
| 国内大会個人成績 | 国内大会個人成績 | 国内大会個人成績 | 国内大会個人成績   | 国内大会個人成績             | 国内大会個人成績 | 国内大会個人成績 | 国内大会個人成績 | 国内大会個人成績 | 国内大会個人成績 | 国内大会個人成績 | 国内大会個人成績 |
| 年度             | クラブ           | 背番号           | リーグ             | リーグ戦                     | リーグ戦         | リーグ杯         | リーグ杯         | オープン杯       | オープン杯       | 期間通算         | 期間通算         |
| 年度             | クラブ           | 背番号           | リーグ             | 出場                         | 得点             | 出場             | 得点             | 出場             | 得点             | 出場             | 得点             |
| スウェーデン     | スウェーデン     | スウェーデン     | スウェーデン       | リーグ戦                     | リーグ戦         | リーグ杯         | リーグ杯         | オープン杯       | オープン杯       | 期間通算         | 期間通算         |
| ---------------- | ---------------- | ---------------- | ------------------ | ---------------------------- | ---------------- | ---------------- | ---------------- | ---------------- | ---------------- | ---------------- | ---------------- |
| 1978             | ハルムスタッズ   |                  | アルスヴェンスカン |                              |                  |                  |                  |                  |                  |                  |                  |
| 1979             | ハルムスタッズ   |                  | アルスヴェンスカン |                              |                  |                  |                  |                  |                  |                  |                  |
| 1980             | ハルムスタッズ   |                  | アルスヴェンスカン |                              |                  |                  |                  |                  |                  |                  |                  |
| 1981             | ハルムスタッズ   |                  | アルスヴェンスカン |                              |                  |                  |                  |                  |                  |                  |                  |
| 1982             | ハルムスタッズ   |                  | アルスヴェンスカン |                              |                  |                  |                  |                  |                  |                  |                  |
| 1983             | ハルムスタッズ   |                  | アルスヴェンスカン |                              |                  |                  |                  |                  |                  |                  |                  |
| 1984             | ハルムスタッズ   |                  | アルスヴェンスカン |                              |                  |                  |                  |                  |                  |                  |                  |
| 1985             | ハルムスタッズ   |                  | アルスヴェンスカン |                              |                  |                  |                  |                  |                  |                  |                  |
| 1986             | ハルムスタッズ   |                  | アルスヴェンスカン |                              |                  |                  |                  |                  |                  |                  |                  |
| 1987             | ハルムスタッズ   |                  | アルスヴェンスカン |                              |                  |                  |                  |                  |                  |                  |                  |
| 1988             | ハルムスタッズ   |                  | スーペルエッタン   |                              |                  |                  |                  |                  |                  |                  |                  |
| 1989             | ハルムスタッズ   |                  | アルスヴェンスカン |                              |                  |                  |                  |                  |                  |                  |                  |
| 1990             | ハルムスタッズ   |                  | アルスヴェンスカン |                              |                  |                  |                  |                  |                  |                  |                  |
| 1991             | ハルムスタッズ   |                  | アルスヴェンスカン |                              |                  |                  |                  |                  |                  |                  |                  |
| 1992             | ハルムスタッズ   |                  | スーペルエッタン   |                              |                  |                  |                  |                  |                  |                  |                  |
| 日本             | 日本             | 日本             | 日本               | リーグ戦                     | リーグ戦         | リーグ杯         | リーグ杯         | 天皇杯           | 天皇杯           | 期間通算         | 期間通算         |
| 1993             | 広島             | -                | J                  | 6                            | 1                | 0                | 0                | 0                | 0                | 6                | 1                |
| 1995             | 神戸             | 45               | 旧JFL              | 15                           | 6                | -                | -                | 3                | 0                | 18               | 6                |
| 1996             | 神戸             | 45               | 旧JFL              | 15                           | 1                | -                | -                | 0                | 0                | 15               | 1                |
| 通算             | スウェーデン     | スウェーデン     |                    | \|\|\|\|\|\|\|\|\|\|\|\|\|\| |                  |                  |                  |                  |                  |                  |                  |
| 通算             | 日本             | 日本             | J                  | 6                            | 1                | 0                | 0                | 0                | 0                | 6                | 1                |
| 通算             | 日本             | 日本             | 旧JFL              | 30                           | 7                | -                | -                | 3                | 0                | 33               | 7                |
| 総通算           | 総通算           | 総通算           | 総通算             | \|\|\|\|\|\|\|\|\|\|\|\|\|\| |                  |                  |                  |                  |                  |                  |                  |

## タイトル

### 監督時代
スターベクIF
- アデコリーガエン:1回（2005）
- エリテセリエン:1回（2008）